# Holubinka parková
Holubinka parková (Russula exalbicans) je druh houby z čeledi holubinkovitých (Russulaceae).

## Znaky
Klobouk v průměru dorůstá 3–13 cm, nepravidelně zprohýbaný, nejprve polokulovitý se postupně rozevírá na klenutý až plošně rozložený s vmáčklým středem. Okraje jsou hladké, až v dospělosti krátce rýhované. Pokožka je lysá, hladká, ve středové části radiálně vrásčitá, po dešti lepkavá, barvu má starorůžovou až růžovou, někdy s nazelenalou středovou částí, velmi brzy vybledá do slabě žluté.
Lupeny jsou křehké, tupé, úzké, hustě proložené menšími lupénky, bílé, smetanové až šedé, u třeně jsou široce připojené, na klobouku jsou hustě uspořádané, po čase řídnou. Výtrusný prach je okrový.
Třeň je 3–8 cm dlouhý, válcovitý, podélně vrásčitý, dle stáří plodnice pevný a bílý (vzácně i zčásti lehce růžový) či houbovitě vycpaný a šedý, báze je hnědá či okrová.
Dužnina je pevná, bílá, ve stáří křehká, houbovitá, šedá, chuťově je mírně palčivá, voní nevýrazně po ovoci.

## Užití
Jedlý druh.

## Ekologie
Od června do října roste tato holubinka nehojně na neutrálních až zásaditých, světlých, travnatých a suchých stanovištích (parky, světlé lesy), ze stromů preferuje břízy, javory a osiky. Velmi často v její společnosti roste ryzec pýřitý (Lactarius pubescens), k němuž má pravděpodobně parazitický vztah.

## Rozšíření
Druh je rozšířen v oblastech západní a střední Evropy a Spojeného království, dále se řidčeji vyskytuje i v severní a východní Evropě, Rusku a Číně.

## Galerie

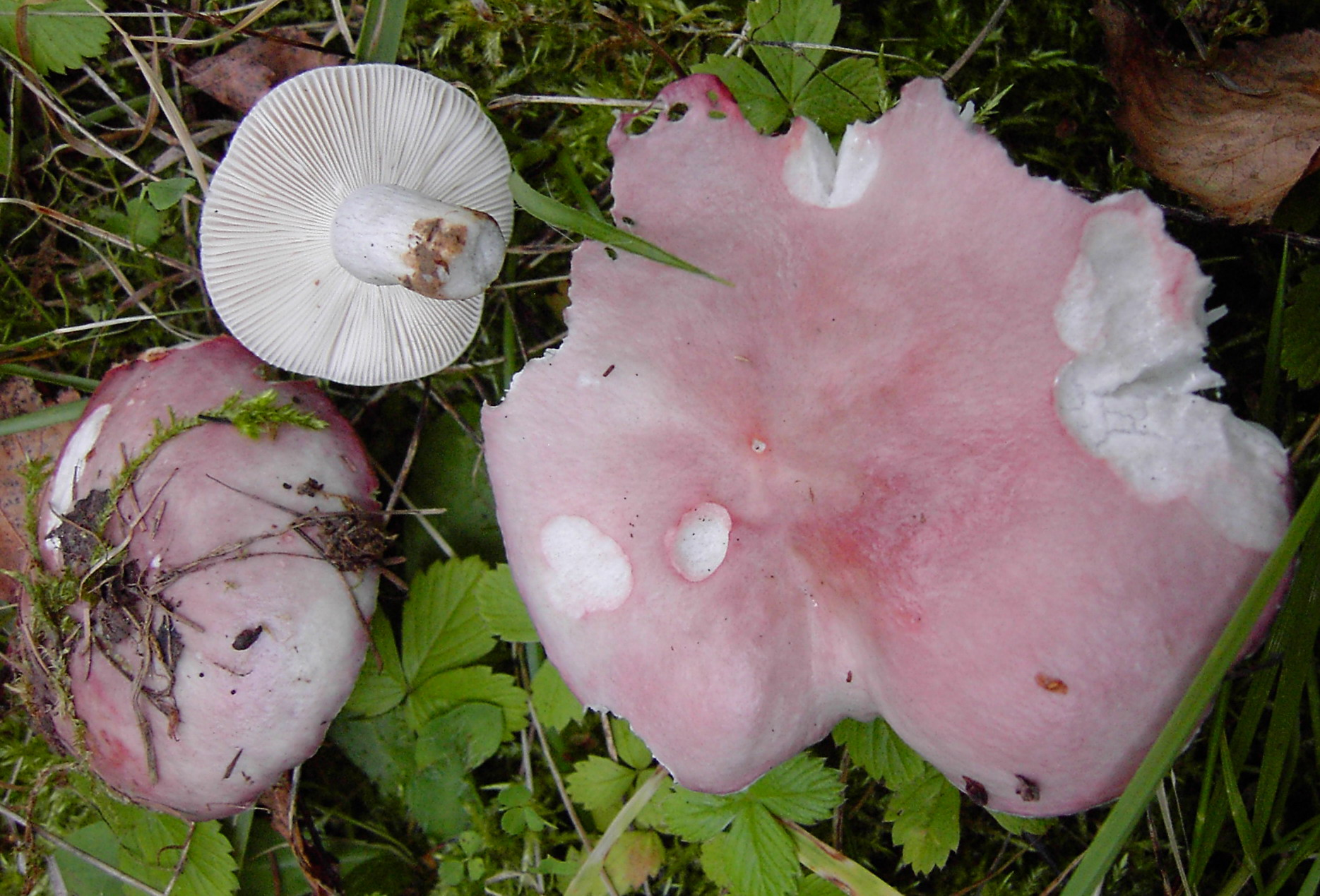
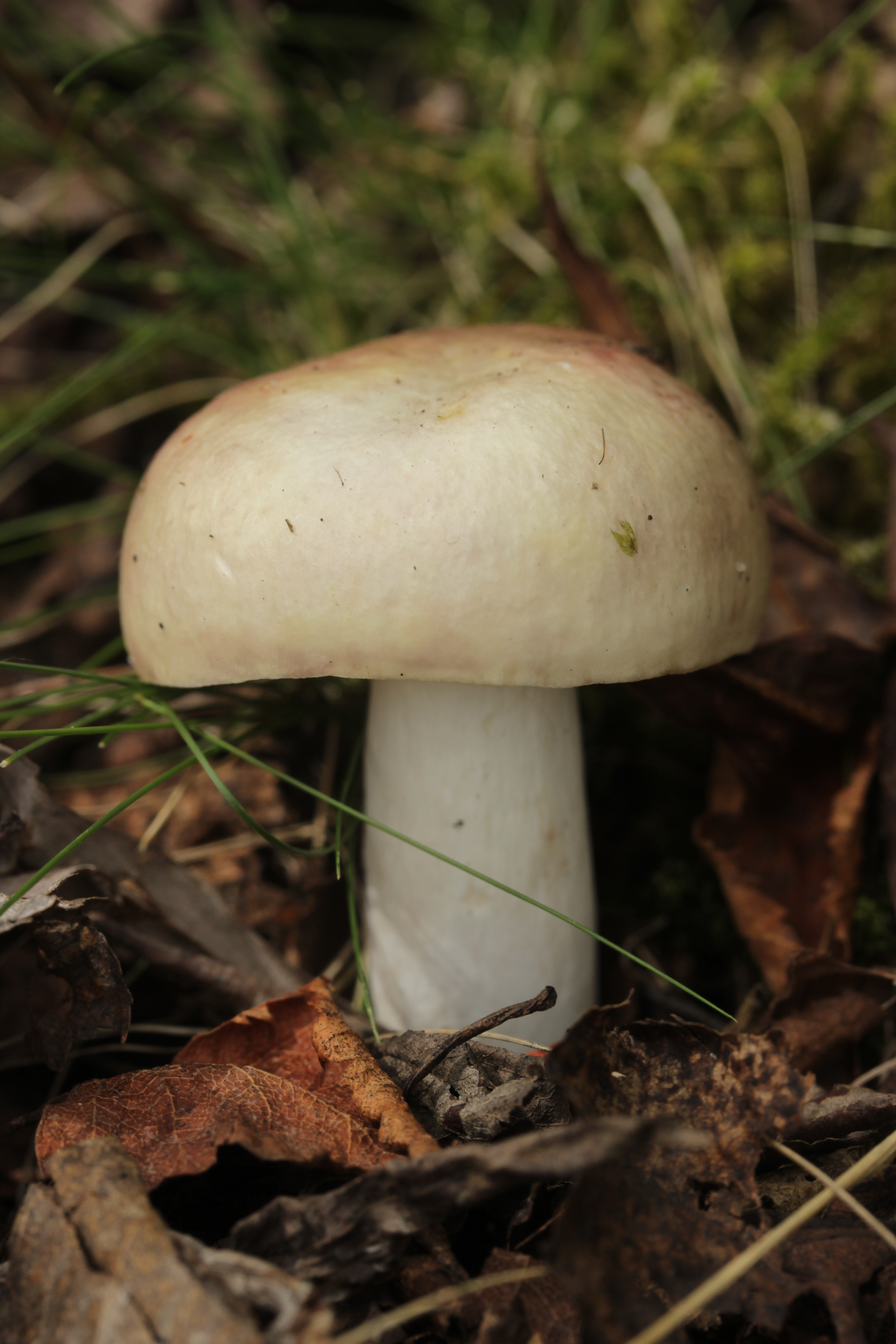
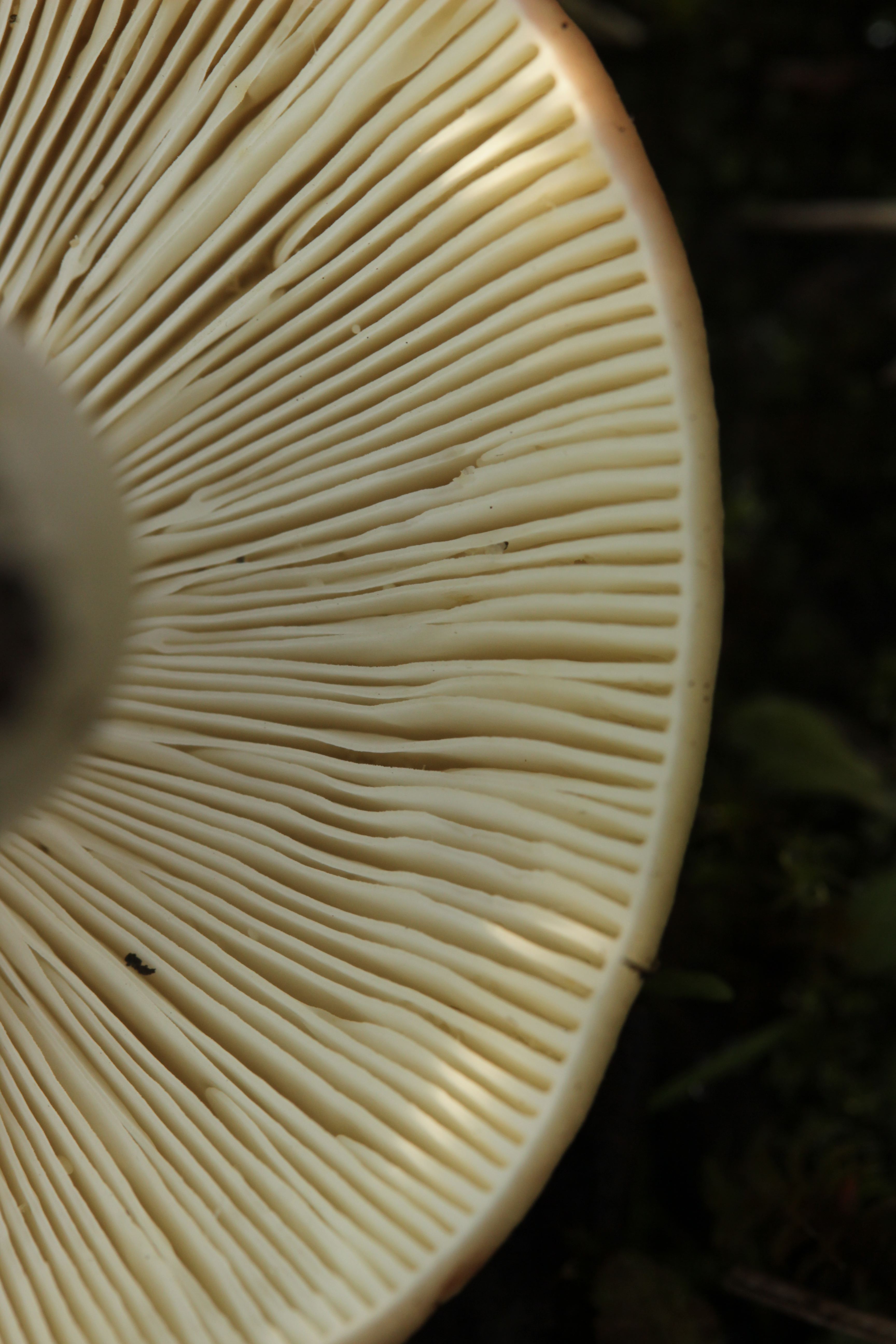
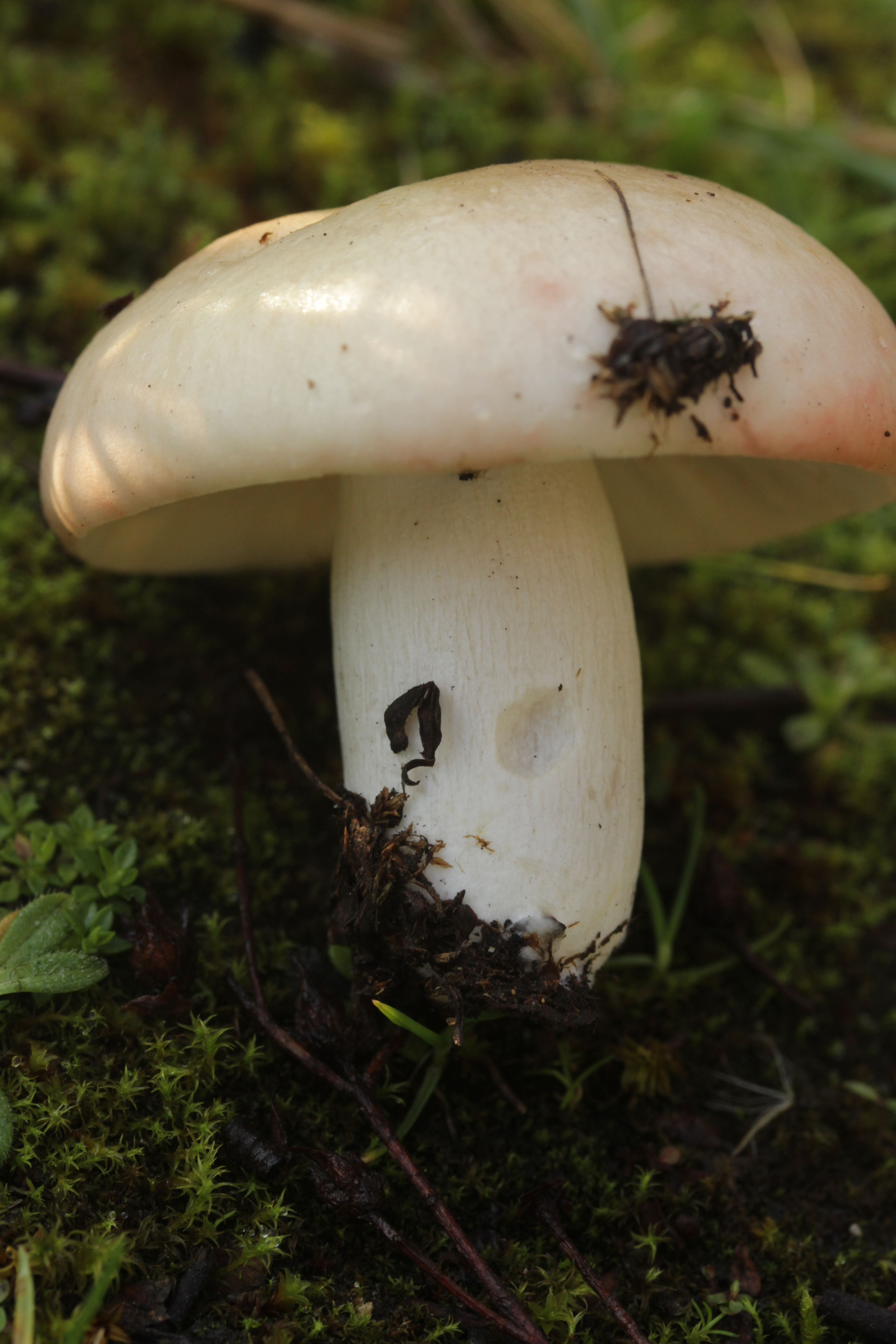

## Možnost záměny
- Holubinka unylá (Russula versicolor)
- Holubinka podrusá (Russula alutacea)
- Holubinka lesklá (Russula nitida)
- Holubinka štíhlá (Russula gracillima)